# Nordspitze der Peißnitz und Forstwerder in Halle
Nordspitze der Peißnitz und Forstwerder in Halle este o arie protejată (arie specială de conservare — SAC, sit de importanță comunitară — SCI) din Germania întinsă pe o suprafață de 23 ha, integral pe uscat.

## Localizare
Centrul sitului Nordspitze der Peißnitz und Forstwerder in Halle este situat la coordonatele 51°29′58″N 11°56′51″E / 51.4994°N 11.9475°E.

## Înființare
Situl Nordspitze der Peißnitz und Forstwerder in Halle a fost declarat sit de importanță comunitară în octombrie 2000 pentru a proteja 4 specii de animale. Situl a fost protejat și ca arie specială de conservare în decembrie 2018.

## Biodiversitate
Situată în ecoregiunea continentală, aria protejată conține 2 habitate naturale: Păduri aluvionare cu Alnus glutinosa și Fraxinus excelsior (Alno-Padion, Alnion incanae, Salicion albae), Păduri mixte riverane de Quercus robur, Ulmus laevis și Ulmus minor, Fraxinus excelsior sau Fraxinus angustifolia, de-a lungul marilor râuri (Ulmenion minoris).
La baza desemnării sitului se află mai multe specii protejate:
- mamifere (2): liliac cârn (Barbastella barbastellus), castor (Castor fiber)
- nevertebrate (1): Osmoderma eremita Complex
- pești (1): avat (Aspius aspius)

Pe lângă speciile protejate, pe teritoriul sitului au mai fost identificate 3 specii de amfibieni, 7 specii de mamifere, 3 specii de nevertebrate.